# حافظ محفوظ
حافظ محفوظ شاعر وروائي عربي مولود بمدينة قصور الساف بالساحل التّونسي سنة 1965، أستاذ اللغة والأدب العربي.

## مسيرته
حصل على عدّة جوائز عربية وتونسية منها جائزة الكومار الذهبي لأحسن رواية تونسية عن روايته «حارس الملائكة» سنة 1999 وعن روايته «حورية» سنة 2006. ترجمت بعض أعماله للفرنسيّة والأنجليزية وكتبت حول تجربته الإبداعية مقالات نقدية كثيرة، وأصدر مجموعة من الكتب الشعرية والروائية. وأعاد مؤخرا تأسيس مجلة «عرفان» الموجّهة للطفل.

## النشاط
كان من بين الموقعين في مايو 2021 على بيان أصدره مثقفون تونسيون يؤكدون فيه تضامنهم الكامل ومساندتهم لنضال الشعب الفلسطيني ضد ممارسات جيش الاحتلال الإسرائيلي.

## مؤلفاته

### شعر
- قلق، دار النّورس، تونس.1989[5]
- قصائد النّمل، دار فنون، تونس، 1994[5]
- عرائس الله، دار سحر، تونس.1997[6]
- الخزّاف، سوتيبا، تونس.1999[7]
- تعريفات الكائن، سوتيبا. تونس، 2002[8]
- الأبديّة في لحظة، دار الأطلسية، تونس، 2004[9]
- عزلة الملاك، مسكيلياني، تونس، 2006[10]
- فراشة يوسف، تونس 2010[11]
- على أرض ممكنة وقصائد أخرى، تونس، 2012[12]
- لا ينام البحر إلا وحيدا، تونس الأطلسية للنشر، 2016.[13]
- محطات عربية.[14]

### نثر
- سيرة رجل عاش يومين- قصص، دار بيدبا، تونس،1995[15]
- ارتباك الحواس- رواية، دارسحر، تونس، 1996[16]
- حارس الملائكة- رواية، دار الأطلسية، تونس، 1998[17]
- غزال الأندلس- قصص، دار الأطلسية، تونس، 2001[18]
- مكعّب الحكمة- رواية، دار المدينة للنّشر، تونس، 2003[19]
- حورية- رواية، دار الأطلسية، تونس،2005[20]
- جنون الراوي- نص مسرحي، دار الأطلسية، تونس، 2008[21]
- وصايا سارتر، نصوص، الأطلسية، تونس’ 2015[22]
- نوم الديك، رواية، دار مومنت، لندن،2016[23]

### أدب الأطفال
كما نشر عشرات الكتب القصصية للأطفال، آخرها خمس مسرحيات شعرية، قدّمت جميعها على المسارح التونسية والعربية. من بينها:
- باديس والساحر، الأطلسية للنشر، تونس.[24]
- الملك الصغير، الأطلسية للنشر، تونس.[25]
- عائلة الدمى، الأطلسية للنشر، تونس.[26]
- ضحية الطمع، الأطلسية للنشر، تونس.[27]
- سلسلة اختار السلام، الأطلسية ة للنشر، تونس، 2005.[28]
- الاتحاد قوة، الأطلسية للنشر، تونس، 2004.[29]
- سعاد والوحش، الأطلسية للنشر، تونس، 2004.[30]
- الحرية أثمن النجوم، الأطلسية للنشر، تونس، 2004.[31]
- النجاة في الصدق، 2004.[32]
- توبة الثعلب، 2004.[33]
- مغامرات الفتى حسون، 2004.[34]

### منشورات أخرى
- الثورة قصيدة جميلة يكتبها الشعب بدمائه[35]
- البحث عن روح الطفل الضائعة[36]
- نحو «عاصمة الاطمئنان الأعظم» أو منطقة الشعر الجديدة[37]
- منور صمادح: خط السيرة خط الشعر[38]
- الباب الموارب: دراسات حول أزهار ثاني أوكسيد التاريخ ليوسف رزّوقة، الشركة التونسية للنشر وتنمية فنون الرسم، 2004.[39]
- أقلام خليجية، 1981[40]

## الجوائز
- جائزة الكومار الذهبي لأحسن رواية تونسية عن رواية “حارس الملائكة” لعام 1999[5]

- جائزة الكومار الذهبي لأحسن رواية تونسية عن رواية “حورية” لعام 2006[5]
- كرمته جمعية «الكاتبات المغاربيات» في تونس، في افتتاح أنشطتها في دار الثقافة ابن رشيق في العاصمة[41]

## لقراءة متعمقة
- تقاطع السياسي والديني في رواية «نوم الديك» لحافظ محفوظ. عثمان، المهدي.[42]
- قراءة في رواية «حارس الملائكة» لحافظ محفوظ: مساءلة الغرابة في الرواية. الشيحاوي، كمال، 1998.[43]
- المخيال الشعري التسعيني من خلال نموذج حافظ محفوظ. بن عمر، محمد صالح، 2007.[44]
- جدلية الأنا والآخر في ديوان «الأبدية في لحظة» لحافظ محفوظ. العمراني، مليكة.[45]
- التجريب في الرواية التونسية: رواية «حورية» لحافظ محفوظ نموذجا. مقصب، رباب، 2016.[46]